# Rocca Fregoso
Die Rocca Fregoso ist eine hochmittelalterliche Burg in Sant’Agata Feltria in der italienischen Region Emilia-Romagna. Sie liegt auf dem sogenannten Sasso del Lupo (dt.: Wolfsfelsen). Von 1474 bis 1660 residierten dort die Fregosos, die ursprünglich aus der Republik Genua stammten und mit der Familie Da Montefeltro, den Herzögen von Urbino, eng verwandt waren. Ihr definitiver Bau wird dem berühmten Architekten Francesco di Giorgio Martini zugeschrieben, auch wenn Dokumente darüber fehlen.

## Geschichte

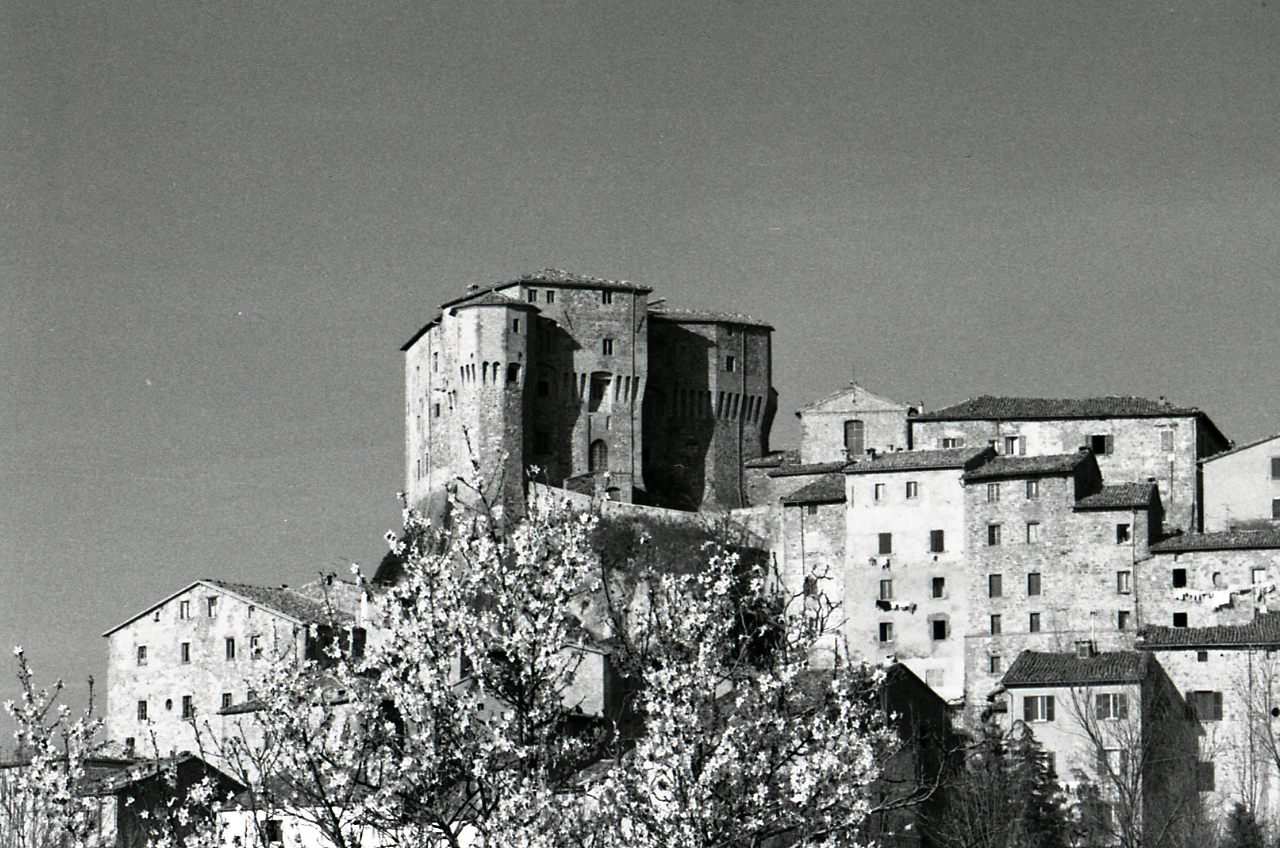
Blick auf die Burg 1977 (Paolo Monti, 1977)

Der erste Kern der Burg stammt aus dem 10. Jahrhundert und wurde im Auftrag des Grafen von Bertinoro, Raniero Cavalca, errichtet. 1474 verlehnte der Herzog von Urbino, Federico da Montefeltro, seiner unehelichen Tochter Gentile 12 Lehen, von denen das bedeutendste die Grafschaft Sant’Agata Feltria war, die auf seinem Territorium lag und eine Fläche von 80 km² hatte.
Gentile da Montefeltro (1448–1513) heiratete Agostino Fregoso (1442–1486), den Sohn des Dogen der Republik Genua, Lodovico Fregoso, und gründete so die Sant’Agata-Linie des Genueser Adelsgeschlechtes mit den Kindern Federigo (1480–1541, späterer Kardinal), Ottaviano (1470–1524, späterer Doge der Republik Genua), ‚‚Margherita‘‘ und ‚‚Costanza‘‘.
Die Burg dominiert heute hoch die Siedlung auf dem Sandsteinhügel. Sie wurde 1474 umgebaut und in eine Adelsresidenz der Renaissance umgewandelt, was vermutlich Francesco di Giorgio Martini bewerkstelligte, der unter anderem auch den Palazzo Ducale von Urbino im Auftrag von Federico da Montefeltro mit schuf.
Die Burg, die durch den mehreckigen Turm gekennzeichnet ist, der „Di Simonetto Fregoso“ genannt wird, behergte den kleinen Hof der Fregosos bis 1660, die einen wesentlichen Einfluss auf das Dorf hatten und örtliche Künstler beauftragten, die Fresken in der sechseckigen Palastkapelle auszuführen.
1501 flüchtete sich der Souverän von Urbino, Guidobaldo I. da Montefeltro, Stiefbruder der Gräfin Gentile, der von den Truppen von Cesare Borgia aus seinem Herzogtum vertrieben worden war, auf die Burg. Ottaviano verteidigte Sant’Agata, in das er 1513 von Papst Leo X. investiert wurde. 1515 wurde er zum Dogen von Genua gewählt und nach seinem Tod 1524 regierten sein Bruder Federigo und dessen Sohn Aurelio, die in der Burg und im Palast in der Siedlung wohnten, die Grafschaft.
1631 weilten die Kardinäle Antonio und Taddeo Barberini in der Residenz, die das Herzogtum Urbino im Namen des Papstes Urban VIII., ihres Onkels, in Besitz nehmen sollten, nachdem Francesco Maria II., der letzte der Della Roveres ohne männliche Erben verstorben war. 1660 wurde die Grafschaft der Fregosos in den Kirchenstaat integriert.
Mit dem Erlöschen des Lehens begann der Niedergang der Festung, die verschiedenen Zwecken angepasst wurde. Von 1781 bis 1820 fand dort ein Konvent des Franziskanerordens seinen Sitz, dann wurde sie aufgelassen. Der Bergfried stürzte 1835 ein und 1877 wurden bedeutende Sicherungseingriffe an den Sandsteinfelsen vorgenommen, auf denen das Fundament der Burg steht. Militärkerker und Schule, die Burg wurde in den letzten Jahrzehnten einem radikalen und gezielten Umbaus unterzogen. Sie beherbergt heute das Museum „Rocca delle Fiabe“ (dt.: Burg der Fabeln).

## Einzelnachweise

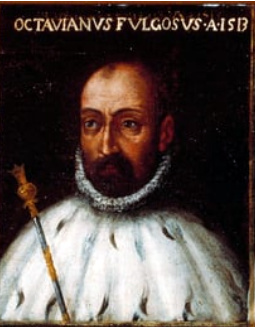
Der Graf von Sant’Agata Feltria und Doge Ottaviano di Campofregoso